# 松井一實
松井一實（1953年1月8日—）是一名日本政治家、厚生勞動省官僚，現任廣島市市長。出身於廣島縣廣島市東區牛田，曾經先後就讀廣島市立牛田小学校、廣島市立牛田中学校、廣島市立基町高等學校、京都大學法学部。1976年起，先後進入勞動省、日本駐英國大使館等地方工作，2008年從中央勞動委員會事務局長任上退休。2011年參選廣島市市長一職並首次當選，2015年連任。

## 參與2017年諾貝爾和平獎
2017年，國際廢除核武器運動（ICAN）獲得諾貝爾和平獎。日本出身的廣島原爆倖存者瑟羅節子（舊性中村）代表領獎。廣島市市長松井一實、長崎市市長田上富久以及日本被團協皆出席觀禮。